# جهجاه بن مصطفى الحرفوشي
الأمير جهجاه بن مصطفى بن إسماعيل بن شديد الحرفوشي الخزاعي، حاكم بعلبك والبقاعين البعلبكي والعزيزي بعد والده خلال الفترة من 1787م وحتى تاريخ وفاته في بعلبك أميراً في 17 آذار 1817م دون أن يقابل والياً عثمانياً إلا في ساحة القتال، اشتهر بالكرم والشجاعة والفروسية كما تفوق في وضع الخطط العسكرية الناجحة، كما كان من القوالين في عصره وله قصيدة نسبت له ظلت تردد في بعض المجالس الشعرية والأدبية لعهد ليس ببعيد. استقبل في إمارته الأسر العلمية والدينية العاملية (نسبة لجبل عامل) الهاربة من بطش أحمد باشا الجزار والي عكا مما سبب له انزعاجاً كبيراً فقام بتجريد عدة حملات عليه للتخلص منه ولكن كلها بأت بالفشل. ومن بعض مآثره أنه منع إرسال الرجال للجندية للقتال في صفوف الدولة العثمانية وبهذا حافظ عليهم من الموت في الغربة أو من القتال في سبيل تحقيق مطامع الدولة المحتلة التوسعية، أكرم السادات المنتسبين لآل بيت رسول الله حيث استقدم السيد حسين آل مرتضى من دمشق وأقره عالما لبعلبك، ومنحه إقطاعات مغرية.

## صفاته
الأمير جهجاه بن مصطفى بن إسماعيل بن شديد الحرفوش الخزاعي، كان فارساً مغواراً قل نظيره في الخطط الحربية الناجحة بالإضافة إلى الشجاعة والإقدام وهذا ليس بغريب عليه فهو من أمراء آل الحرفوش المشهورين حكام بلاد بعلبك«الذين ينتهي نسبهم إلى حرفوش الخزاعي، من خزاعة العراق، سار جدهم مع سرايا الفتوح واستقر في غوطة دمشق.ولما توجه أبو عبيدة بن الجراح إلى بعلبك عقد للخزاعي راية بقيادة فرقة». حيث قال عنهم المرجع السيد محسن الأمين في أعيانه الجزء السابع ص 272 مانصه «دانت بعلبك وقراها بعد ذلك لحكم الامراء بني الحرفوش وهم عائلة من الشيعة كانوا من الباس والسطوة والفروسية في مكان عظيم». «امتد نفوذ عائلته من حماة حتى صفد، ومارست تأثيراً مباشراً في ولايات حلب ودمشق وطرابلس». كما ذكر الطوباوي غبطة البطريرك مار إسطفان الدويهي في كتابه تاريخ الأزمنة أن حكمهم وصل إلى تدمر بسوريا (ابن صدقة)، بالإضافة إلى أن ســــجلات تعييـــــــــن التيمــــــــــار (روزنامجي) منذ عام 1555م تذكـــر أن الحرفوشـيين كانوا اصحاب إقطاعات واســعة في بعلبك ووادي العجم والجولان السوري حالياً. معنى إسمه جهجاه من: يصيح بالأسد ليزجره ويمنعه وأصل الاسم عربي، «توفي الأمير جهجاه أميراً في 17 آذار 1817م دون أن يقابل والياً عثمانياً إلا في ساحة القتال».

## عائلته

### والده
الأمير مصطفى بن إسماعيل الحرفوشي والنهاية المأساوية.
وضع جيش والي الشام بالإتفاق مع أحمد باشا الجزار نهاية مأساوية للأمير مصطفى وأهل بيته وعائلته، جعلت الاعتقاد يسود لفترة أن ذلك كان نهاية هذه العائلة صاحبة التاريخ الطويل، وأن الحكم قد انتقل إلى آغوات الباشا ومماليكه القادمين من أماكن قصية، إلا أن وريثه الشاب استطاع الفرار من المجزرة واختفى في البراري حيث لم يعلم أحد بمكانه وعز عليه المساند والنصير في محيطه فإتجه إلى بلاد بعيدة كان يسمع من أهله أن لهم فيها من تجمعهم معه رابطة القربى والدم والتاريخ، فإتجه اليهم (خزاعة) جنوب العراق مستثيراً نخوتهم وطالباً منهم حقه الذي تكفله الأعراف والتقاليد في مده بالدعم والمساندة. وإذا كان بعد المسافة يحول دون مؤازرته بالرجال والمقاتلين فقد اكتفى بمال وفير وسيف بغدادي وفرس كريمة أصيلة يخوض بها معاركه المنتظرة. كما يستفاد من القصيدة التي يرددها المنشدون على لسان جهجاه:

وهذه عينة من شعر الفروسية باللغة العامية التي اشتهر وتميز بها آل حرفوش.
ترك جهجاه مضارب الخزاعل قرب البصرة وهم قومه وقبيلته وعاد إلى بلاده يتسقط أخبارها ويستحث أنصار أبيه وعائلته على الإستعداد للقتال، فوجد أن الحاكم مكان أبيه من قبل الوالي هو محمد آغا العبد، فداهمه هو وأخيه سلطان مستعينين بفرسان من زحلة ومستعملاً في ذلك الخدع العسكرية وعنصر المفاجأة اللتان اشتهر بهما، وكانت نتيجة الهجوم استعادتهِ لحكم بعلبك.
و له قصيدة شعبية تروى عنه تصف الواقعة:
فأجابه أخوه سلطان يقول من قصيد طويل:
ثم عدد المواقع التي أبلى فيها، إلى غير ذلك من الأقوال.

### ولده
الأمير نصوح بن جهجاه بن مصطفى الحرفوشي (لم يعقب) حيث قتل شاباً.

### إخوته
- الأمير سلطان بن مصطفى الحرفوشي
- الأمير أمين بن مصطفى الحرفوشي

### دُورهِ في بعلبك
- دار سكن فيها من بعده يوسف الجدي مدة وتركها، هي اليوم محل سراي بعلبك.
- دار أخرى هي اليوم دار سعيد باشا الحاج سليمان، وهي حالياً مدرسة الشمس وتقع خلف السراي.[16]

## من أهم معاركه

### معركة قب الياس (1789م)

#### تمهيد

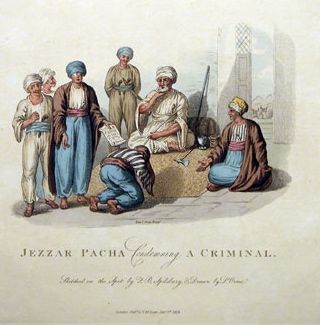
أحمد باشا الجزار في محكمة بعكا

اعتمد هذا الأمير (جهجاه) في ظل اختلال ميزان القوى مع أخصامه على تخطيطهِ العسكري البارع، وشجاعتهِ المتناهية، وإقدامهِ المنقطع النظير وسمعته القتالية في المعارك التي كثيراً ما دفعت المواجهين له من الهرب من أمامه عند الصدام رغم تفوقهم الكبير في العدد والعدة حتى قبل نشوب المعارك واحتدام القتال.
لقد اعترف بمواهبه القتالية معظم المؤرخين المعاصرين له، رغم أن ميولهم قد تكون غالباً مع المعسكر الآخر، وقد حضر بعضهم أكثر من معركة خاضها فكانوا شهود العيان ووصفوا كيف كان جهجاه يقودها بشكل مميز وفريد يدل على معرفته بفنون الحرب والتمرس على القتال.

#### رحى المعركة
لم يتأخر جهجاه في اغتنام أول فرصة سنحت له لمقاتلة أحمد باشا الجزار عندما إنقسم الشهابيون فريقين، أحدهما مع الجزار وعلى رأس قواته أميران، هما علي أمير حاصبيا ومحمد أمير راشيا، وعلى رأس الفريق الآخر الأمير يوسف الذي ناصره جهجاه وإنضم إلى عسكره في قب الياس حيث جرت المعركة في وادي أبو عياد فإنهزم الجزار ولاحقه المنتصرون حتى قرية خربة روحا فنهر الحصباني «وكان وجه الحرب للأمير جهجاه»
عاد الأمير جهجاه إلى بعلبك منتصراً، ولكن الجزار أعاد جيشه المنهزم إلى متابعة القتال، فوقعت المعركة الثانية بالقرب من قرية جب جنين في البقاع في البقاع سنة 1789م بدون مشاركته فإنكسرت قوات الأمير يوسف وإضطر إلى التراجع إلى الباروك، ثم التخلي عن الحكم للأمير بشير قاسم في العام نفسه.

### معركة زحلة

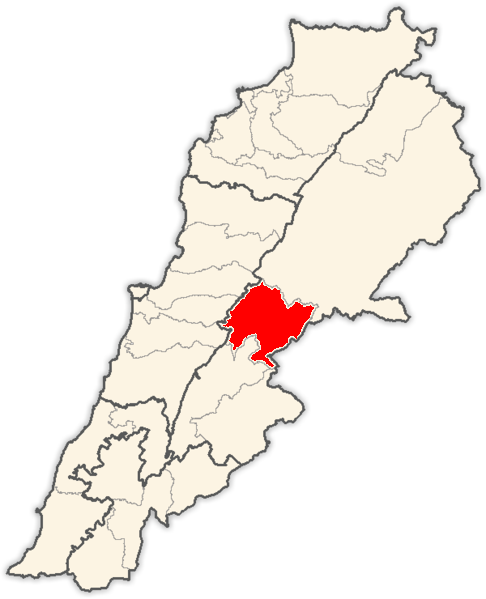
موقع منطقة زحلة على خارطة لبنان

في آخر كانون الأول 1791م وضع جهجاه خطة لاحتلال بعلبك وطرد عسكر والي الشام أحمد باشا الجزار منها ولم يكن معه أكثر من مئة محارب صلداتي فاستأجر مئة آخرين من أهل زحلة والجبل لمدة يوم واحد بخمسة قروش أو سبعة قروش لكل منهم.

كان هناك حرس على المدينة من جهة الغرب حيث تمتد السهول الفسيحة فأختار الدخول من الشمال من ناحية اللبوة. وكانت خطته تقضي بالدخول خلسة إلى وسط المدينة دون أن يشعر به أحد ومنع رجاله من القيام بأي حركة أو صوت قبله وأعطاهم كلمة السر «عبد الله» فمن لا يرد عليها بمثلها يطلق النار عليه فوراً.
بعد قتل الحرس دخل وشقيقه سلطان ورجاله إلى المدينة بعد منتصف الليل ولما وصلوا إلى وسطها، أعطى جهجاه الإشارة بإطلاق الرصاص وارتفاع الصياح فظن العسكر الموجودون فيها أن جيشاً كبيراً يداهمهم، فلم يقدروا على المحاربة وأذهلتهم المفاجأة فأركنوا إلى الفرار والقليل منهم من استطاع أن يحمل سلاحه أو يركب فرسه فقتل منهم أكثر من نصفهم وهرب الباقون إلى دمشق واحتل جهجاه المدينة وأقام في زحلة منتظراً.

«وصل الهاربون إلى الشام وأخبروا بما حدث لهم فتعهد الملا إسماعيل بالثأر من جهجاه وقصد زحلة مع ألف ومائتي فارس ولم يكن في زحلة يومها أكثر من مائتي بارودة بالإضافة إلى خمسين أو ستين هم مجموع رجال جهجاه فطلب من الأهالي حفر خندقاً حول زحلة يسورها من جميع الجهات بحيث لا تقدر الخيل على الدخول اليها إلا من معابر ممهدة»

«هاجم إسماعيل البلدة من جهتي الشمال والجنوب فاحتمى الرجال في الخنادق حتى إذا قربت الخيل منهم أطلقوا النار عليها دون أن يظهروا أمام العسكر فينكفئ مهزوما وكانت مهمة سلطان ومعه عشرون من رجاله أن يقاوم الفرقة الثانية من العسكر فإذا تعرض لهجوم تحميه الرجال الذين كمنوا في الكروم فجعل سلطان من نفسه فخاً يطارده العسكر حتى يدفعهم إلى الاقتراب من المكمن حيث يصبحون هدفاً سهلاً لسلاح الكامنين».

استمرت هذه المعركة أكثر من خمسة ساعات إنهزم العسكر (الملا إسماعيل) على أثرها بعد أن قتل وجرح منه كثيرون ولم يقتل من المدافعين (جهجاه وسلطان والمدافعين معهم) سوى رجل واحد هو ابن مبارك.

هذه المعركة التي اشترك فيها ووصفها بدقة القس المؤرخ حنانيا المنير بعد أن استبدل لباسه الكهنوتي، حيث قال تظهر مواهب جهجاه الخارقة في رسم الخطط الحربية الناجحة والتي تعتمد غالباً على عنصر المفاجأة والسرعة والتي يمكن الاستعاضة بهما، بالإضافة إلى الشجاعة والمراس، عند التفوق الكاسح في العدد والسلاح.

### خلاصة الحملات العثمانية العشرة على الحرافشة- بعلبك (1784: 1792م)

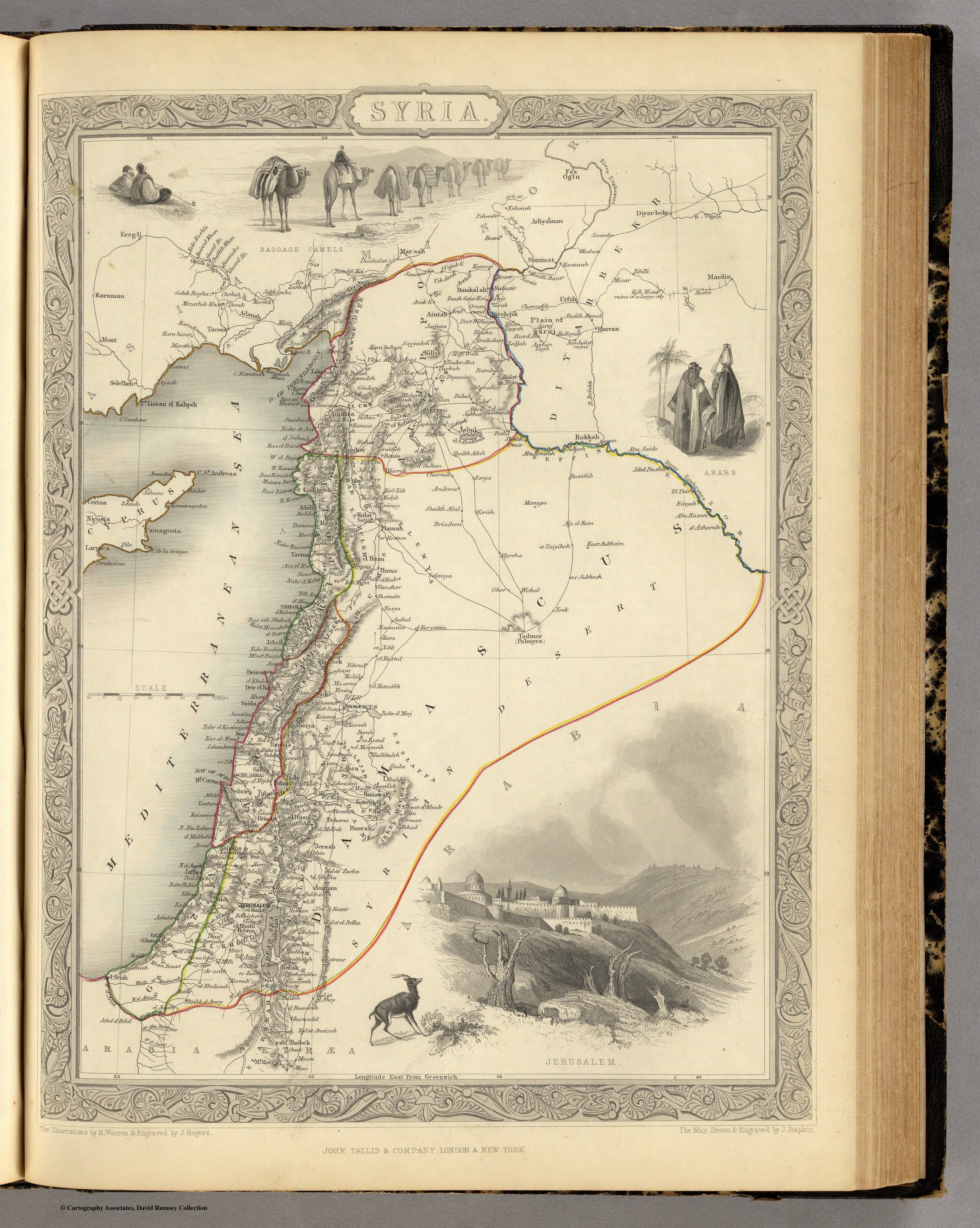
خريطة هنري ورن لسوريا العثمانية عام 1851م تظهر إيالات حلب، دمشق، طرابلس، عكا وغزة.

1. سنة 1784م: أرسل والي دمشق أغلب الظن إبراهيم باشا حملة على بعلبك ففشلت في احتلالها وهزمت وحوصرت في القلعة.
2. سنة 1784م: أنفذ والي دمشق جيشاً قوياً إلى بعلبك، فأحرق منازل الحرافشة وصادر أملاكهم وأعدم ثلاثة من أمرائهم.
3. سنة 1786م: قام الحرافشة بحملة مضادة احتلت بعلبك وطردت متسلمها التركي.
4. سنة 1787م: هاجم جيش عثماني بقيادة الملا إسماعيل بعلبك فإنهزم وبقي الحكم بيد الحرافشة.
5. سنة 1788م: أرسل والي الشام أغلب الظن إبراهيم باشا حملة أخرى ولكنها هُزمت وحوصرت أيضاً.
6. سنة 1788م: دخلت حملة من جنود حمص والشام إلى بعلبك، وصدر فرمان بتعيين قائدها إسماعيل الكردي حاكماً على المدينة وبرها إلا أن المعارك انتهت بانتصار الحرافشة على عساكر الشام في معركة الكرك ودخولهم إلى بعلبك ظافرين.
7. سنة 1790م: إنهزم الحاكم الجديد أمام الحرافشة الذين لاحقوه حتى الزبداني.
8. سنة 1791م: قتل الحرافشة نحو ثلثي جنود حملة والي الشام وإنهزم الباقون.
9. سنة 1792م: معركة القرعون بين العثمانيين والحرافشة.
10. سنة 1792م: معركة مع الجزار بعد هجومه على الفرزل وأبلح، وفشل حملاته المتكررة.[23]

شارك الأمير جهجاه في معظم هذه المعارك حيث جرت خلال فترة حكمه (1787م: 1817م). وبعد آخر المعارك مع الجزار التي جرت سنة (1792م) سار طنوس شبلي المعلوف وبعض الأعيان وتوسطوا الأمر عند الجزار وأخبروه بما عليه جهجاه من البأس والقوة وأنه لا يمكن لغيره أن يحسن إدارة بلاد بعلبك وأخبروه أن سكانها تركوها لما ترك الحكم، فأعاد اليه الولاية على أن يدفع عشرة أكياس واستقدم الفارين من الرهبان وغيرهم، فعمرت البلاد بعد أن كانت خربة.

### جهجاه والجزار

#### سبب ملاحقة الجزار لجهجاه
إن موهبة جهجاه العسكرية أمنت له الفوز في أكثر من عشر معارك على الأقل خاضها ضد الولاة العثمانيين بمن فيهم أحمد باشا الجزار، ورد بنجاح حملات متتابعة تهدف إلى القضاء عليه وتعيين موظف عثماني مكانه، لقد صمد في فترة عصيبة على الشيعة، كان الجزار خلالها قد اجتاز جبل عامل وشرد رجاله وأعيانه، كما خسروا مواقع حكمهم ولا زالوا يتعرضون لضغط متواصل لإستئصالهم من ديارهم. فلم تبقى غير بلاد بعلبك ملجأ يأوون إليه يضمدون جراحهم ويتخذون منها قاعدة انطلاق لجهودهم الرامية إلى العودة إلى ديارهم وبيوتهم وقراهم، وميداناً ينطلقون منه في حملات قتالية متتالية لإستعادة ما فقدوه، في ظل قوة عثمانية طاغية تتفوق على طاقتهم المتبقية بغارات إلى ديارهم الأولى يواجهون بها من أجبرهم على تركها ثم يعودون لتنظيم غارة أخرى بانتظار تغير الظروف. فكانت بلاد بعلبك هي القلعة الشيعية الأخيرة التي لم تسقط بعد وربما هذا هو السبب الذي جعل جهجاه هدفاً لهذا العدد من الحملات التي ترمي إلى اجتياح بعلبك والقضاء على الحكم الشيعي فيها وإقفالها بوجه الهاربين من الشيعة، بل وربما تهجير أهلها أنفسهم كي لا يبقى أمام الجميع من ملاذ آمن وقرى وسهول خصبة والخالية من السكان إلا من القليل من القبائل بدوية من الرعاة الرحل.

وبداية احتدام الصراع بدأ عندما تولى أحمد باشا الجزار ولاية الشام بالإضافة إلى ولاية عكا سنة 1790م، فأراد أن يسدد حساباته القديمة مع جهجاه فإتفق مع بشير شهاب على عزله والاستعانة على إتمام ذلك بحرفوشي آخر هو قاسم بن حيدر الحرفوشي فجهز الاثنان عسكراً سار من دير القمر وإنضم اليه خمسماية رجل من زحلة والمتن من الأمراء اللمعيين، وكان جهجاه في تمنين فالتقى العسكران في أبلح فانتصر عليهم وهربت فرسان الجبل، «أما الزلم فأدركتهم رجال أبو ملحم، الذي من كبر مروءته، كما نبه على رجاله أن لا يقتلوا أحداً بل يشلحوهم فقط سلاحهم وثيابهم ويطلقونهم. وقد قبض على الأمير مراد بن شديد اللمعي فأعاد له حوائجه وفرسه وأطلقه مكرما لأجل صداقة أبيه، وكان رجال جهجاه أقل من ربع العسكر المهاجم ولم يخسر في هذه المعركة سوى أربعة رجال فقط»

يقول مؤرخ معاصر في وصف المعركة«كان جهجاه جامعاً عسكره معه في قرية تمنين فحالما بلغه حضور العدو قام من تمنين إلى أبلح، فلما نظرته عساكر لبنان (الجبل) وقع الخوف في قلوبهم، فهربت الخيالة، أما المشاة فأمسكوهم وأخذوا منهم أسلحتهم بعد أن قتل كم واحد منهم وكان ذلك في 21 حزيران 1790م».

لم تهدأ الحرب بين الجزار وجهجاه حتى تاريخ عزله من ولاية الشام سنة 1795م، فاستمرت الحملات تتوالى من دمشق إلى بعلبك ولكن حنكة جهجاه وشجاعته لم تتركا لها مجالا لتحقيق أي هدف سياسي فتعود فاشلة بعد أن تترك آثار التدمير والخراب والقتل في أمكنة مرورها. وسنأتي باختصار شديد على بعض الحملات وكيف واجهها أمير بعلبك الصامد.

بعد مقتل قاسم الحرفوش ودخول جهجاه إلى بعلبك أرسل الجزار عسكراً لمهاجمة المدينة والقبض عليه وأو قتله فإنسحب جهجاه إلى الزبداني هذه المرة حيث جمع رجالا وهاجم بعلبك فقتل نحو ثلثي العسكر ودخل السرايا. 
وجاء في بعض المصادر أن شهابي وادي التيم أعانه بمائة درزي قاتلوا معه.

" فأعاد الجزار الكرة بعسكر أكبر فإنسحب إلى حوض الأمير سلمان تحت زحلة فتبعوه إلى هناك في 20 كانون الثاني 1792م فهاجمهم وقتل خمسة عشر رجلا منهم وطردهم إلى القرعون في آخر البقاع وعاد إلى قب الياس"

في شباط من العام نفسه أمر الجزار عسكر الشام في البقاع أن يهاجم جهجاه حيث هو في قلعة قب الياس فإنسحب إلى الشمال وتبعه العسكر ونهبوا الفرزل وأبلح ولما عجزوا عن جهجاه قتلوا في طريقهم بعض الرعاة من الأولاد وبعثوا برؤسهم إلى الجزار فلما رآها عرف أنها رؤوس رعاة مواشي، فحنق على جنوده وأرسل لهم يقول " لقد أرسلتكم لتقطعوا رأس جهجاه الحرفوش وأنتم لم تستطيعوا إلا قتل أولاد فإتركوا البقاع. فعادوا إلى عكا وأراحوا البلاد من شرهم"

و كانت آخر حملة شنها الجزار على بعلبك في السنة الأخيرة من ولايته الثانية على الشام ولم تختلف عن سابقتها، فقد إنسحب جهجاه إلى رأس بعلبك وأخلى الناس بمن فيهم الرهبان، وتعطل موسم القز إذ كان قريباً وعاد عسكر الجزار مخذولا كعادته.

نجح الجزار في اجتياح جبل عامل وقتل زعيمه الأكبر وشرد أهله، كما نجح عثمان باشا وأولاده في تنصيب يوسف شهاب والياً على جبيل والبترون وجبة بشري وكسر شوكة الشيعة في جبل لبنان، إلا أن هذه القوى القادرة ومن يحركها ويقف وراءها فشلت في النيل من جهجاه الحرفوشي رغم محاولاتها المتكررة بسبب عبقريته العسكرية الفذة وجرأته القتالية النادرة، وهذا ما حفظ للشيعة في سائر أنحاء لبنان ملجأً آمناً يأوون إليه ونقطة انطلاق يتحركون منها ويتحصنون فيها. وهكذا استطاعوا الصمود أمام المخططات هادفة ألى إفنائهم وتلاشيهم كما توقع الكثيرون، ولجهجاه في منع ذلك فضل لا يجحـد وذلك كما جاء في كتاب الشيعة في لبنان الطبعة الثانية صفحة 324 و 325.

## جهجاه يتنازل عن الكرك لبشير الشهابي
يذكر الأب لويس معلوف اليسوعي أن الكرك (كرك نوح القريبة من زحلة)  كانت من حصة الشهابيين حتى زمن الجزار، الذي تقلّب في سياسته مع يوسف الشهابي بين تحالف وقتال، فانتزع منه الكرك واصبحت في حكم الحرافشة.
```
وبعد انقضاء ايام الجزار، تنازعها كل من جهجاه الحرفوشي وبشير الشهابي الثاني. ساند آل حمادة و آل مراد الشهابيين ضد الحرافشة، وتقلّب والي دمشق بين الشهابيين حينا والحرافشة حينا آخر، ولما رأى جهجاه ميل موازين القوى لبشير الشهابي وعدم قدرته على مناوءة الشهابيين والمتاولة (مراد وحمادة) ووالي دمشق في آن معا، تنازل عن الكرك لأولاد بشير الشهابي . 
```

والصراع على الكرك قديم العهد ويعود بجذوره لزمن يونس الحرفوش وفخر الدين المعني. 

## إحداثهِ أول منصب للإفتاء الشيعي في بعلبك
لأن تركية حصرت الإفتاء والقضاء بالمذاهب الأربعة. ويظهر أن الأمير جهجاه الحرفوشي حاول إيجاد منصب للإفتاء الشيعي في بعلبك. فاستقدم السيد حسين الحسيني آل مرتضى من دمشق وأقره عالماً لبعلبك يقيم الصلاة ويقضي بين الشيعة، ومنحه إقطاعات مغرية في دورس وتمنين وعلي النهري. تحديا لتركية التي رفضت إقرار مركز للإفتاء الجعفري في بعلبك، فحقق الحرافشة إفتاء شيعياً أثناء حكمهم . وقد خلفه إبنه محمد الحسيني بعد وفاته سنة 1258هـ 1842م. وكان شاعراً مدح الرسول وآله. ومدح الحرافشة.

## نهاية جهجاه
إن النكبة التي أنزلها والي عكا والشام أحمد باشا الجزار بالأمير مصطفى وأولاده وسائر الحرافشة سنة 1784م دفعت الناجين منهم إلى التضامن والالتفاف حول جهجاه بن مصطفى لإستعادة إمارتهم، فكان شقيقه سلطان هو وزيره وقائد عسكره ورفيقه في معظم المعارك التي خاضها الإخوان بوجه الجزار وغيره من ولاة الشام وحكام الشوف وسائر الساعين لتقويض الإمارة والطامعين فيها كما سبق ذكره في سرد وقائع معركة زحلة.
بعد موت الجزار (1804 م) تحسنت علاقات الحرافشة مع الأمير بشير بعد أن كفّ عن التدخل في شؤون بعلبك بسبب مطامعه الشخصية أو تنفيذاً لأوامر الجزار أو غيره من الولاة، وتوقف الضغط العسكري على جهجاه لسنوات عدة إنصرف فيها إلى تثبيت أوضاعه وتمتين حكمه، فاستقبل الأمير بشير الشهابي في بعلبك وقدم له الذخيرة (13 كانون الأول 1799م) وأرسل شقيقه سلطان بعسكر إلى جبيل بصحبة جرجس باز القادم من بلاد صفد، كما سعى لضمّ الهرمل إلى إقطاعه بعد أن قتل أربعين رجلا من أعوان الحماديين المعارضين لذلك وعين فارس الشدياق مدبراً لشؤونه.

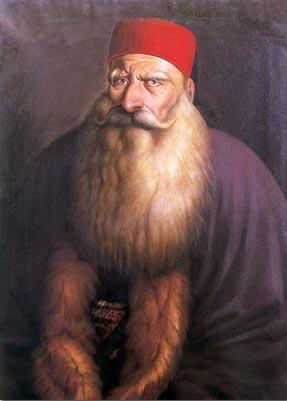
الأمير بشير الثاني الشهابي، حكم من سنة 1788 حتى سنة 1840.

أمضى الأمير جهجاه (1787م: 1817م) سنواتهِ الأخيرة متنقلا بين الإمارة في بعلبك أو في المنفى المختار في عكار أو الهرمل حتى وفاته أميراً في 17 آذار 1817م دون أن يقابل والياً عثمانياً إلا في ساحة القتال. 

عند وفاة جهجاه كان ولده نصوح في الثانية عشرة من عمره فسار به عمه الأصغر أمين إلى دمشق والتمسا من واليها صالح باشا حكومة بلاد بعلبك فأعطاهما الخلع وهرب سلطان إلى الهرمل والتجأ إلى بيت حمادة مشايخ المقاطعة.

## خلاصة مآثره
- من مآثره في المجال التنموي، هي حفر قناه لري بلدة دير الأحمر العطشى.[38]
- أما على المستوى الديني فقد أحدث أول منصب للإفتاء الجعفري.
- كما على المستوى الإنساني فإنه استطاع الصمود أمام محاولات الجزار وغيره من ولاة الشام الهادفة إلى إفناء طائفته، ولجهجاه في منع ذلك فضل لا يجحد، كما تم تبيانه.
- وأخيراً فإن طول فترة حكمه وبعدما استتب له الأمر، قد ساعد كثيراً على توفير أجواء من الإستقرار السياسي والاقتصادي نعمت بها المنطقة.

## الهوامش
1. ↑  تاريخ بعلبك، الدكتور حسن عباس نصر الله، مؤسسة الوفاء، طبعة 1984، ج 1، ص 324.
2. ↑  الملقب بأبو ملحم
3. ↑  تاريخ بعلبك، ألوف، ص 86
4. ↑  أعيان الشيعة، محسن الأمين، الجزء السابع، ص 272
5. ↑  تاريخ الشيعة في لبنان، سعدون حمادة، دار الخيال، ج 1، طبعة 2013، ص 258
6. ↑  تاريخ الأزمنة، الدويهي، ص 571.،تاريخ الشيعة في لبنان، سعدون حمادة، دار الخيال، طبعة ثانية 2013، مجلد1، ص 305.
7. ↑  مصطلح "وادي العجم" حيث كانت تسمى المنطقة الممتدة من داريا إلى كناكر مروراً بــ "قطنا" بــ "قضاء وادي العجم"إن مصطلح "وادي العجم" لم يظهر في المصادر التاريخية قبل سنة /803/ هجرية.
8. ↑  THE SHIITE OF LEBANON UNDER OTTOMAN RULE (1516 -1718), STEFAN WINTER, CAMBRIDGE UNlVERSITY PRESS, 2010, 
Page 47.
9. ↑  تاريخ الشيعة في لبنان، سعدون حمادة، دار الخيال، طبعة 2013، مجلد 1 ص 328.
10. ↑  أعيان الشيعة، الأمين، الجزء السادس، ص 350.
11. ↑  تاريخ الشيعة في لبنان، سعدون حمادة، دار الخيال، طبعة 213، مجلد1، ص 317.
12. ↑  إشارة إلى بيت الرفاعي الذين ينتسبون لأل البيت، و هذا دليل تقريبهم إليه و إحترامهم لنسبهم الشريف
13. ↑  أعيان الشيعة، الأمين، الجزء 4، ص 250.
14. ↑  تاريخ الشيعة، سعدون حمادة، دار الخيال، طبعة 2013، مجلد1، ص 318
15. ↑  المعلوف، عيس إسكندر، الأمراء الحرفوشيون، مجلة العرفان، مجلد 9، ص 395:393.
16. ↑  المعلوف، عيسى إسكندر، تاريخ الأسر الشرقية، الجزء السابع، البقاع، رياض الريس للكتب والنشر، طبعة أولى يناير 2009، ص 531.
17. ↑  تاريخ الشيعة في لبنان، سعدون حمادة، دار الخيال، الطبعة الثانية2013، مجلد1، ص 319.
18. ↑  تاريخ الأعيان، الشدياق، ج 2، ص 349.
19. ↑  تاريخ الشيعة في لبنان، سعدون حمادة، دار الخيال، الطبعة الثانية2013، مجلد1، ص 320.
20. 1 2  الدر المرصوف، المنير، دار الرائد، ص 76.
21. ↑  الدر المرصوف، المنير، دار الرائد، ص 76
22. 1 2  تاريخ الشيعة في لبنان، سعدون حمادة، دار الخيال، طبعة 2013، مجلد1، ص 322.
23. ↑  تاريخ الشيعة في لبنان، سعدون حمادة، دار الخيال، الطبعة الثانية2013، مجلد1، ص 251.
24. ↑  دواني القطوف، عيسى إسكندر المعلوف، المطبعة العثمانية ببعبدا (لبنان)، طبعة 1907-1908، ص 228.
25. ↑  تاريخ الشيعة في لبنان، سعدون حمادة، دار الخيال، الطبعة الثانية2013، مجلد1، ص318 و 319.
26. ↑  تاريخ الشيعة في لبنان، سعدون حمادة، دار الخيال، طبعة ثانية 2013، مجلد1، صفحة 323
27. ↑  دواني القطوف، المعلوف، ص 272.
28. 1 2  دواني القطوف، المعلوف.
29. ↑  تاريخ سوريا و لبنان، كرامه، ص 127.
30. ↑  تاريخ الشيعة في لبنان، سعدون حمادة، دار الخيال، الطبعة الثانية2013، مجلد1، ص324 و 325.
31. ↑  تاريخ حوادث الشام ولبنان من سنة 1197 الى سنة 1257 هجرية، عنى بنشره وتحقيق حواشيه الأب لويس معلوف اليسوعي، المطبعة الكاثوليكية للآباء اليسوعيين، بيروت 1913، ص 89 و90
32. ↑  للسيد حسين قصيدة موجهة إلى الأمير أمين الحرفوشي يشكو فيها من تعديات شيخ تمنين على أراضيه.
33. ↑  تاريخ بعلبك، الدكتور حسن عباس نصر الله، مؤسسة الوفاء، طبعة أولى 1984، ص 324.
34. ↑  تاريخ بعلبك، حسن عباس نصر الله، ص 295.
35. ↑  أخبار الأعيان، الشدياق، ص 118.
36. ↑  تاريخ الشيعة في لبنان، سعدون حمادة، طبعة ثانية 2013، مجلد 1، صفحة، 326.
37. ↑  تاريخ الشيعة في لبنان، سعدون حمادة، طبعة ثانية عام 2013، ص 328.
38. ↑  موقع الجيش اللبناني نسخة محفوظة 20 فبراير 2020 على موقع واي باك مشين.

| ألقاب ملكية         | ألقاب ملكية                       | ألقاب ملكية                 |
| ------------------- | --------------------------------- | --------------------------- |
| سبقه محمد آغا العبد | أمير بعلبك و البقاعين 1787 - 1817 | تبعه أمين بن مصطفى الحرفوشي |